# 高石市立清高小学校
高石市立清高小学校（たかいししりつ せいこうしょうがっこう）は、大阪府高石市西取石にある公立小学校。

## 沿革
- 1967年（昭和42年）4月1日 - 開校。

## 通学区域
- 綾園1・2・4・6丁目、西取石7・8丁目[1]

※卒業後は基本的に高石市立高南中学校に進学する。